# Miloš Zavadil
Miloš Welde Zavadil, rodným jménem Miloslav Zavadil (11. července 1940 v Praze – 17. září 2007, Maria Anzbach, Rakousko), byl česko-rakouský tanečník, herec, choreograf a posléze i chovatel a cvičitel koní.
Mezi jeho nejznámější a vůbec největší filmové práce patří hlavní role v prvním českém filmovém muzikálu Starci na chmelu z roku 1964 režiséra Ladislava Rychmana, kde ztvárnil hlavní zápornou postavu studenta Honzy, který se snaží získat atraktivní spolužačku Hanku a bojuje o ni s intelektuálsky zaměřeným spolužákem Filipem.

## Stručný životopis
Po středoškolských studiích na průmyslové škole studoval na Karlově univerzitě geologii, kterou však nedokončil. Dal přednost dalšímu studiu choreografie na Taneční konzervatoři. Ještě jako student konzervatoře vystupoval v několika tanečních souborech, po ukončení studií tančil pohostinsky v činoherních představeních v pražském Národním divadle a vystupoval také v pražské Alhambře.
Kromě tance se aktivně věnoval i choreografii. V polovině 60. let 20. století dostal nabídku na roční hostování ve Vídeňské státní opeře v muzikálu West Side Story Leonarda Bernsteina, který ve Vídni jeho uvedení sám osobně připravoval, manažer Vídeňské opery mu v něm nabídl roli Cliffa. Toto angažmá si zpestřoval drobnými rolemi v zahraničních filmech, čímž se znelíbil tehdejšímu vládnoucímu komunistickému režimu v Československu, také proto se nakonec rozhodl pro emigraci a do Československa se již nevrátil.
V Rakousku se posléze stal nevlastním synem rakouské rodiny von Welde, která jej adoptovala, čímž také získal rakouské státní občanství. Zde se posléze stal úspěšným chovatelem, cvičitelem, choreografem a fotografem koní. Věnoval se zde, mimo jiné, také choreografii velkých jezdeckých a vozatajských přehlídek a show. V České republice se po sametové revoluci v této roli objevil pouze jednou, v roce 1991 na Kladrubských dnech.
V rakouském Gschwendthofu zemřel ve věku 67 let na rakovinu.

## Herecká filmografie
- Neony
- 1962 Neschovávejte se, když prší
- 1964 Starci na chmelu
- 1965 Jezero (studentský film)
- 1965 Poslední růže od Casanovy (postava: mladý Casanova)
- 1965 Lyžařská horečka
- 1965 Odcházeti s podzimem (televizní film)
- 1966 Dáma na kolejích (tanečník)

Poznámka: Hrál v i několika dalších zahraničních filmech, kromě několika amerických westernů se jednalo např. o filmy Robin Hood, šlechetný rytíř nebo Lyžařská horečka.